# Plešivica (Vrbovsko)
Plešivica, (lok. kajkavski tj. kekavski Pleševica) je naselje u Republici Hrvatskoj u Primorsko-goranskoj županiji, u sastavu grada Vrbovsko.

## Zemljopis
Plešivica je smještena oko 9 km sjeveroistočno od Vrbovska, susjedna naselja su Damalj i Klanac na sjeveru, Severin na zapadu, i Rim na istoku.

## Stanovništvo
Prema popisu stanovništva iz 2011. godine Plešivica je imala 38 stanovnika.
| broj stanovnika | 145   | 125   | 140   | 126   | 107   | 89    | 68    | 67    | 71    | 68    | 53    | 66    | 56    | 52    | 27    | 11    | 8     |
|                 | 1857. | 1869. | 1880. | 1890. | 1900. | 1910. | 1921. | 1931. | 1948. | 1953. | 1961. | 1971. | 1981. | 1991. | 2001. | 2011. | 2021. |